# I-38 (tàu ngầm Nhật)
I-38 là một tàu ngầm tuần dương lớp Type-B (巡潜乙型潜水艦 Junsen Otsu-gata sensuikan) được Hải quân Đế quốc Nhật Bản chế tạo trong giai đoạn Chiến tranh Thế giới thứ hai. Nhập biên chế năm 1943, nó đã từng tham gia hoạt động trong các Chiến dịch New Guinea, quần đảo Solomon, và quần đảo Mariana, trước khi bị mất tích vào tháng 11, 1944, có thể bị tàu khu trục Hoa Kỳ USS Nicholas đánh chìm gần Palau vào ngày 13 tháng 11, 1944.

## Thiết kế và chế tạo

### Thiết kế
Tàu ngầm Type B được cải tiến từ phân lớp KD6 của lớp tàu ngầm Kaidai dẫn trước, và được trang bị một thủy phi cơ nhằm tăng cường khả năng trinh sát. Chúng có trọng lượng choán nước 2.631 tấn (2.589 tấn Anh) khi nổi và 3.713 tấn (3.654 tấn Anh) khi lặn, lườn tàu có chiều dài 108,7 m (356 ft 8 in), mạn tàu rộng 9,3 m (30 ft 6 in) và mớn nước sâu 5,1 m (16 ft 9 in). Con tàu có thể lặn sâu đến 100 m (328 ft), và có một thủy thủ đoàn đầy đủ bao gồm 94 sĩ quan và thủy thủ.
Type B1 trang bị hai động cơ diesel Kampon Mk.2 Model 10 công suất 6.200 mã lực phanh (4.623 kW), mỗi chiếc vận hành một trục chân vịt. Khi lặn, mỗi trục được vận hành bởi một động cơ điện công suất 1.000 mã lực (746 kW). Khi di chuyển trên mặt nước nó đạt tốc độ tối đa 23,6 hải lý trên giờ (43,7 km/h; 27,2 mph) và 8 hải lý trên giờ (15 km/h; 9,2 mph) khi lặn dưới nước, tầm xa hoạt động của Type B1 là 14.000 hải lý (26.000 km; 16.000 mi) ở tốc độ 16 hải lý trên giờ (30 km/h; 18 mph), và có thể lặn xa 96 nmi (178 km; 110 mi) ở tốc độ 3 hải lý trên giờ (5,6 km/h; 3,5 mph).
Những chiếc Type B1 có sáu ống phóng ngư lôi 53,3 cm (21,0 in), tất cả được bố trí trước mũi, và mang theo tổng cộng 17 quả ngư lôi Kiểu 95. Vũ khí trên boong tàu bao gồm khẩu hải pháo 14 cm (5,5 in), và hai pháo phòng không 25 mm Type 96. Hầm chứa máy bay được tích hợp vào tháp chỉ huy và hướng ra phía trước. Máy phóng máy bay được bố trí hướng ra phía trước, trong khi khẩu hải pháo trên boong đặt phía sau. Cách sắp xếp này giúp chiếc thủy phi cơ Yokosuka E14Y tận dụng tốc độ hướng ra trước của con tàu khi được phóng lên.

### Chế tạo
I-38 được đặt lườn như là chiếc Tàu ngầm số 151 tại Xưởng vũ khí Hải quân Sasebo ở Sasebo vào ngày 19 tháng 6, 1941. Nó được đổi tên thành I-38 vào ngày 1 tháng 11, 1941, rồi được hạ thủy vào ngày 15 tháng 4, 1940. Con tàu hoàn tất và nhập biên chế vào ngày 31 tháng 1, 1943, dưới quyền chỉ huy của Trung tá Hải quân Ankyu Eitaro.

## Lịch sử hoạt động

### 1943
Ngay khi nhập biên chế, I-38 được phối thuộc cùng Quân khu Hải quân Kure, và được phân về Hải đội Tàu ngầm Kure. Nó lên đường ngay trong ngày hôm đó để thử nghiệm một kiểu ngư lôi mới hoạt động ở vùng nước nông trong biển nội địa Seto. Sau đó nó tham gia thử nghiệm sà lan Unpoto, một kiểu bè trượt dài 70 ft (21 m) có khả năng chở 15 tấn hàng hóa, thường được bố trí ba khẩu lựu pháo Type 96 15 cm cùng đạn dược kèm theo; I-38 trở thành tàu ngầm đầu tiên được lắp bộ gá để mang theo sà lan Unpoto trên boong tàu. Sau đó nó tham gia thực hành ngư lôi cùng các tàu ngầm I-37, Ro-104 và Ro-105 vào ngày 26 tháng 3. Đến ngày 1 tháng 4, I-38 được điều về Hải đội Tàu ngầm 11.
Hoàn tất việc trang bị và huấn luyện, I-38 được điều động sang Đội tàu ngầm 15 thuộc Hải đội Tàu ngầm 1, một đơn vị trực thuộc Đệ Lục hạm đội trong thành phần Hạm đội Liên hợp, vào ngày 30 tháng 4. Nó khởi hành từ Kure vào ngày 8 tháng 5, mang theo sà lan Unpoto trên boong tàu để đi sang khu vực Tây Nam Thái Bình Dương. Sau khi đi đến căn cứ Truk thuộc quần đảo Caroline vào ngày 14 tháng 5, chiếc tàu ngầm cùng sà lan Unpoto được Phó đô đốc Komatsu Teruhisa, Tư lệnh Đệ Lục hạm đội thị sát vào ngày hôm sau, trước khi được điều động sang Hạm đội Khu vực Tây Nam. Nó khởi hành vào ngày 16 tháng 5 để đi sang căn cứ Rabaul trên đảo New Britain, đến nơi vào ngày 18 tháng 5.

#### Chiến dịch New Guinea
Được giao nhiệm vụ vận chuyển hàng tiếp liệu đến New Guinea nhằm hỗ trợ cho lực lượng Nhật Bản đang chiến đấu tại đây trong khuôn khổ Chiến dịch New Guinea, I-38 xuất phát từ Rabaul vào ngày 21 tháng 5 với 12 hành khách là sĩ quan hải quân trên tàu cùng với hơn 48 tấn đạn dược và tiếp liệu. Nó hướng đến Lae tại bờ biển phía Bắc New Guinea, đến nơi vào ngày 23 tháng 5, nhanh chóng tiễn hành khách và chất dỡ hàng hóa rồi đón lên tàu 17 thương binh và bệnh binh Lục quân để di tản họ về Rabaul. Không lâu sau khi rời Lae, chiếc tàu ngầm bị một xuồng tuần tra phóng lôi PT-boat Hoa Kỳ phát hiện và tấn công với tổng cộng sáu quả ngư lôi được phóng ra, nhưng tất cả đều bị trượt. I-38 về đến Rabaul an toàn vào ngày 25 tháng 5.
I-38 khởi hành từ Rabaul vào ngày 27 tháng 5 cho chuyến đi tiếp liệu thứ hai, vận chuyển 29 binh lính Lực lượng Đổ bộ Hải quân Đặc biệt cùng 48,6 tấn thực phẩm và thuốc men. Khi tiếp cận Lea vào ngày hôm sau, nó phát hiện một xuồng PT-boat Hoa Kỳ, nên đã lặn xuống né tránh. Đến đêm, nó cho đổ bộ hành khách và chất dỡ hàng hóa, rồi đón lên tàu sáu binh lính cho hành trình quay trở về, đi đến Rabaul vào ngày 31 tháng 5. Sau khi nhận hàng hóa từ chiếc Goshu Maru, nó rời Rabaul vào ngày 2 tháng 6 cho chuyến đi tiếp liệu thứ ba, gặp gỡ một xuồng Daihatsu ngoài khơi Lae vào ngày 4 tháng 6. Chiếc tàu ngầm cho chất dỡ hàng hóa rồi đón lên tàu tướng Imamura cùng ba sĩ quan tham mưu Tập đoàn quân 8 của ông để đưa về bộ chỉ huy tại Rabaul, đến nơi vào ngày 6 tháng 6.
Tại Rabaul I-38 nhận hàng hóa từ chiếc Taisei Maru, đồng thời mang theo một sà lan Unpoto trên boong phía sau tàu khi khởi hành vào ngày 9 tháng 6 để hướng sang New Guinea. Sau khi chất dỡ một số hàng hóa tại Salamaua vào ngày 11 tháng 6, nó tiếp tục đi đến Lae vào ngày hôm sau để chất dỡ số hàng hóa còn lại đồng thời lần đầu tiên chuyển giao được pháo binh sử dụng sà lan Unpoto. Nó đón lên tàu sáu binh lính và rời Lae để quay trở về Rabaul, nhưng sau đó bị một máy bay tuần tra Đồng Minh ném ba quả bom tấn công, buộc nó phải lặn khẩn cấp để né tránh. Trên đường đi chiếc tàu ngầm còn bị máy bay đối phương tấn công vào lúc nữa đêm, và lại phải lặn sâu ẩn nấp, nhưng cuối cùng về đến Rabaul an toàn vào ngày 13 tháng 6.
I-38 được tiếp nhiên liệu từ tàu tiếp dầu Naruto tại Rabaul trong ngày 15 tháng 6, rồi tiếp nhận một sà lan Unpoto mới từ chiếc Taisei Maru hai ngày sau đó, trước khi xuất phát vào ngày 19 tháng 6 cho chuyến đi tiếp liệu tiếp theo. Nó vận chuyển 48,5 tấn tiếp liệu từ Rabaul đến Lae, đến nơi vào ngày 21 tháng 6 rồi quay rở về Rabaul hai ngày sau đó. Nó lại tiếp nhận một sà lan Unpoto khác từ chiếc Taisei Maru vào ngày 24 tháng 6, rồi được bảo trì cùng một lớp sơn mới cho sàn tàu vào ngày hôm sau, trước khi xuất phát cho chuyến đi tiếp liệu thứ sáu vào ngày 26 tháng 6. Chiếc tàu ngầm đi đến Lae vào ngày 28 tháng 6, chất dỡ 48,5 tấn tiếp liệu rồi đón 15 binh lính lên tàu cho chuyến đi trở về Rabaul, đến nơi vào ngày 30 tháng 6.

#### Chuyến tuần tra thứ nhất
Sau khi được tiếp tế từ tàu tiếp liệu tàu ngầm Chōgei trong ngày 1 tháng 7, I-38 lên đường vào ngày hôm sau cho chuyến tuần tra thứ nhất để tấn công tàu bè Đồng Minh khu vực quần đảo Solomon, nơi lực lượng Nhật Bản đang tham gia Chiến dịch quần đảo Solomon, đồng thời trinh sát vịnh Kula. Nó đi đến khu vực tuần tra được chỉ định vào ngày 4 tháng 7, và sang ngày hôm sau đã phát hiện hai tàu vận tải Đồng Minh nhưng không thể tấn công. Đến ngày 6 tháng 7, nó phóng một quả ngư lôi tấn công một tàu khu trục Hao Kỳ, nhưng không trúng đích. Chiếc tàu ngầm đang di chuyển trên mặt nước trong eo biển New Georgia trong đêm 7 tháng 7, khi nó bất ngờ bị tấn công bởi một tàu chiến Đồng Minh, có thể là tàu khu trục USS Waller, tại tọa độ 08°00′N 158°05′Đ / 8°N 158,083°Đ. Tàu đối phương đã bắn hải pháo và súng máy tấn công, rồi mười phút sau đó đã thả một lượt mìn sâu sau khi I-38 lặn xuống ẩn nấp. Chiếc tàu ngầm phải lặn sâu đến 265 ft (81 m) và mất 90 phút mới tách khỏi đối phương.
I-38 tiến hành trinh sát vịnh Kula vào ngày 8 tháng 7, rồi thêm hai lần nữa vào các ngày 9 và 10 tháng 7, khi nó được lệnh quay trở về Rabaul để tiếp nối hoạt động tiếp liệu đến New Guinea. Trong hành trình quay trở về Rabaul, nó bị máy bay Đồng Minh tấn công liên tục trong ngày 11 tháng 7, buộc chiếc tàu ngầm phải nhiều lần lặn khẩn cấp để né tránh, nhưng cuối cùng đã về đến Rabaul an toàn vào ngày 12 tháng 7.

#### Hoạt động tại khu vực New Guinea và quần đảo Solomon
Vào ngày 17 tháng 7, I-38 khởi hành từ Rabaul cho chuyến đi tiếp liệu sang New Guinea thứ bảy, đi đến Lae hai ngày sau đó và về đến Rabaul an toàn vào ngày 21 tháng 7, bất chấp nhiều lần bị máy bay ném bom Đồng Minh tấn công trong chặng quay trở về. Nó tiếp nhận hàng tiếp liệu cùng một sà lan Unpoto mới trong ngày 23 tháng 7, rồi thực hiện một chuyến khứ hồi giữa Rabaul và Lae từ ngày 24 đến ngày 28 tháng 7. Trong chuyến đi thứ chín diễn ra từ ngày 30 tháng 7 đến ngày 3 tháng 8, chiếc tàu ngầm bị cuốn trôi xuống biển năm hay sáu thùng tiếp liệu trong chặng đầu của chuyến đi, nhưng nó chất dỡ số hàng hóa còn lại tại Lae vào ngày 2 tháng 8. Nó xuất phát cho chuyến đi tiếp liệu thứ mười vào ngày 6 tháng 8, ghé đến Lae vào ngày 8 tháng 8, nhưng trong chặng quay trở về Rabaul đã phải lặn khẩn cấp để ẩn nấp sau khi phát hiện một máy bay Đồng Minh tiếp cận vào ngày 9 tháng 8, nhưng về đến Rabaul an toàn vào ngày hôm sau.
I-38 nhận hàng hóa từ chiếc Nagoya Maru trong ngày 12 tháng 8, rồi xuất phát từ Rabaul hai ngày sau đó cho chuyến đi tiếp liệu thứ 11, lần đầu tiên hướng sang quần đảo Solomon để vận chuyển hàng hóa đến Kolombangara. Chiếc tàu ngầm chỉ mới đi được 100 nmi (190 km) khi nó bị một máy bay Đồng Minh ném bom và bắn phá, rồi đến ngày 15 tháng 8, sáu máy bay đối phương lại tấn công nó bằng mìn sâu vào ban đêm. Dù sao nó vẫn đưa được hàng tiếp liệu đến Kolombangara vào ngày 17 tháng 8; rồi trong hành trình quay trở về nó lại đụng độ với sáu máy bay ném bom B-24 Liberator Không lực Lục quân Hoa Kỳ vào ngày 19 tháng 8, và phải lặn khẩn cấp né tránh. Nó về đến Rabaul an toàn vào ngày 20 tháng 8.
I-38 tiếp nhận một sà lan Unpoto mới từ chiếc Toyo Maru vào ngày 26 tháng 8, và khởi hành từ Rabaul hai ngày sau đó cho chuyến đi tiếp liệu thứ 12 sang New Guinea. Nó chuyển giao tiếp liệu tại Lae vào ngày 30 tháng 8, rồi lên đường để quay trở về Rabaul. Trong ngày 1 tháng 9, nhiều lần con tàu phải lặn khẩn cấp do bắt gặp máy bay đối phương, nhưng về đến Rabaul an toàn trong ngày hôm đó.
Sau khi nhận được một sà lan Unpoto mới từ chiếc Toyo Maru vào ngày 2 tháng 9, I-38 lên đường vào ngày 7 tháng 9 cho chuyến đi tiếp liệu thứ hai đến Kolombangara. Đang khi tiến vào vịnh Kolombangara, một máy bay Đồng Minh tấn công nó với một quả bom nhưng bị trượt. Chiếc tàu ngầm không chất dỡ tiếp liệu tại Kolombangara, nhưng tiếp tục đi đến đảo Shortland, và chất dỡ hàng hóa tại đây vào ngày 12 tháng 9, trước khi lên đường đi Rabaul. Nó chỉ mới khởi hành cho chuyến quay trở về được 30 phút khi trinh sát viên phát hiện một máy bay Đồng Minh, nên phải lặn khẩn cấp để né tránh. Nó quay trở lại mặt nước lúc 23 giờ 00 khi bị một máy bay Đồng Minh gây bất ngờ, ném ba quả bom nhắm vào I-38 nhưng tất cả đều không trúng đích. I-38 quay trở về Rabaul vào ngày 13 tháng 9.
I-38 sau đó tập trung vào việc tiếp liệu hỗ trợ cho chiến dịch New Guinea. Sau khi nhận hàng hóa từ chiếc Toyo Maru vào ngày 17 tháng 9, nó xuất phát cùng với tư lệnh Đội tàu ngầm 15 trên tàu cho chuyến đi tiếp liệu thứ 14, vận chuyển hàng đến Finschhafen tại bán đảo Huon. Nó đi đến ngoài khơi Finschhafen vào ngày 22 tháng 9, nhưng không thể liên lạc được với lực lượng Lục quân Nhật Bản trú đóng trên bờ, nên phải rút lui ra khơi. Chiếc tàu ngầm quay trở lại Finschhafen vào chiều tối ngày hôm sau 23 tháng 9, nhưng vẫn không thể liên lạc, và trong đêm đó đã phát hiện một đoàn tàu vận tải Đồng Minh, nhưng không thể tấn công do số hàng hóa trên tàu. Nó tìm cách bắt liên lạc với Lục quân một lần thứ ba trong đêm 24 tháng 9, và sau khi thất bại đã được lệnh tuần tra trong khu vực cho đến ngày 27 tháng 9, rồi chuyển số hàng tiếp liệu đến Sarmi, New Guinea. Nó chất dỡ một nữa số hàng tiếp liệu tại Sarmi trong ngày 27 tháng 9, rồi lên đường quay về Rabaul, đến nơi vào ngày 28 tháng 9.
Vào ngày 3 tháng 10, bắt đầu chuyến đi tiếp liệu thứ 15 khi khởi hành Rabaul để hướng đến Sarmi. Đang khi chất dỡ hàng tiếp liệu tại Sarmi vào ngày 5 tháng 10, một máy bay Đồng Minh đã tấn công buộc chiếc tàu ngầm phải lặn xuống với hai phần ba số hàng hóa vẫn chưa được chất dỡ. Nó nổi lên sau đó, tiếp tục chất dỡ tiếp liệu rồi quay về Rabaul, đến nơi vào ngày 8 tháng 10.
Đang khi ở lại Rabaul, từ ngày 10 tháng 10, I-38 bắt đầu thử nghiệm thùng Unkato, một kiểu thùng chứa tiếp liệu ngầm dưới nước dài 135 ft (41 m) có thể chứa đến 377 tấn tiếp liệu, được thiết kế cho những chuyến đi tiếp liệu một chiều để người nhận hàng có thể thu hồi và chất dỡ hàng hóa. Đến ngày 12 tháng 10, Không lực 5 Không lực Hoa Kỳ phối hợp cùng Không quân Hoàng gia Australia tung ra đợt không kích quy mô lớn nhất tại Mặt trận Thái Bình Dương cho đến lúc đó, với 349 máy bay đặt căn cứ tại New Guinea và Australia ném bom xuống các sân bay và cảng chung quanh Rabaul. I-38 cùng các tàu ngầm I-36, I-176, I-177, Ro-105 và Ro-108 đang hiện diện trong cảng vào lúc đó; phần lớn chúng đã lăn xuống để ẩn nấp. I-38 kết thúc đợt thử nghiệm Unkato không thành công vào ngày 13 tháng 10.
Đến ngày 15 tháng 10, I-38 xuất phát từ Rabaul cho chuyến đi tiếp liệu thứ 16. Nó đi đến Sarmi vào ngày 16 tháng 10, nhưng phải tạm dừng việc chất dỡ hàng tiếp liệu do một cơn bão to ập đến. Một xuồng PT-boat Hoa Kỳ lại tấn công chiếc tàu ngầm, thả bốn quả mìn sâu tấn công, buộc nó phải lặn để né tránh. I-38 quay trở lại ngoài khơi Sarmi vào chiều tối ngày hôm sau 17 tháng 10, chất dỡ được khoảng 80% số hàng tiếp liệu lên hai xuồng Daihatsu trước khi rút lui về Rabaul. Chiếc tàu ngầm có mặt ngoài khơi Rabaul vào ngày 18 tháng 10, khi máy bay Đồng Minh đang trên đường đi đến không kích căn cứ này, nên phải bốn lần lặn khẩn cấp để né tránh trước khi có thể vào cảng an toàn trong ngày hôm đó. Nó tiếp tục việc thử nghiệm thùng Unkato trong các ngày 20 và 21 tháng 10.
I-38 rời Rabaul cho chuyến đi tiếp liệu thứ 17 vào sáng ngày 24 tháng 10, nhưng phải lặn xuống lúc khoảng 09 giờ 15 khi một máy bay Đồng Minh xuất hiện. Nó chuyển giao hàng tiếp liệu tại Sarmi vào ngày hôm sau, rồi lại phải lặn khẩn cấp khi đụng độ một máy bay Đồng Minh trong chuyến quay trở về, nhưng về đến Rabaul an toàn vào ngày 26 tháng 10. Trong chuyến đi tiếp liệu tiếp theo, I-38 xuất phát từ Rabaul vào ngày 29 tháng 10, buộc phải lặn xuống khi một đội hình máy bay đối phương xuất hiện, nhưng ghé đến Sio, New Guinea và chuyển giao hàng tiếp liệu vào ngày 31 tháng 10, rồi về đến Rabaul vào khoảng trưa ngày 2 tháng 11. Ngay chiều hôm đó, một lực lượng 145 máy bay ném bom của Không lực 5 Hoa Kỳ tấn công các sân bay và cảng tại Rabaul nhằm hỗ trợ cho cuộc đổ bộ lên mũi Torokina trên đảo Bougainville; chiếc tàu ngầm đã phải lặn xuống đáy cảng để né tránh cuộc không kích.
Sau khi nhận hàng tiếp liệu lên tàu trong ngày 4 tháng 11, I-38 khởi hành vào ngày hôm sau, kéo theo một sà lan Unpoto cho chuyến đi tiếp liệu thứ 19. Bị máy bay Đồng Minh tấn công ngay trong ngày hôm đó, nó phải lặn khẩn cấp để né tránh, và khi trở lên mặt nước đã phải tháo bỏ chiếc Unpoto ngoài biển trước khi đi đến Sio vào chiều tối ngày 7 tháng 11. Chiếc tàu ngầm chất dỡ tiếp liệu, tiếp đón thương binh và bệnh binh, nhưng trong hành trình quay trở lại Rabaul đã phải hai lần lặn khẩn cấp né tránh máy bay trinh sát đối phương trong ngày 9 tháng 11, và về đến Rabaul an toàn. I-38 tiến hành thêm các thử nghiệm kéo Unkato ngoài khơi Rabaul trong các ngày 16 và 17 tháng 11, rồi bắt đầu chuyến đi tiếp liệu thứ 20 vào ngày 18 tháng 11. Một xuồng phóng lôi PT-boat Hoa Kỳ tấn công nó vào ngày 19 tháng 11 với bốn quả mìn sâu, buộc chiếc tàu ngầm phải lặn sâu ẩn nấp, nhưng nó vẫn an toàn và chất dỡ hàng tiếp liệu tại Sarmi rồi quay về Rabaul vào ngày 20 tháng 11. I-38 thực hiện thêm một chuyến tiếp khác khi rời Rabaul vào ngày 23 tháng 11 và chất dỡ hàng tiếp liệu tại Sio vào ngày 25 tháng 11, nhưng đụng độ một máy bay ném bom Đồng Minh trong chặng quay trở về vào ngày hôm sau. Một quả bom ném xuống đã không trúng đích, và chiếc tàu ngầm về đến Rabaul an toàn vào ngày 27 tháng 11.
Từ ngày 1 đến ngày 7 tháng 12, I-38 tiến hành thêm các thử nghiệm kéo Unkato và chạy thử nhanh. Nó rời Rabaul vào ngày 7 tháng 12, kéo theo một sà lan Unpoto cho chuyến đi tiếp liệu thứ 22, và chuyển giao hàng tiếp liệu cho một xuồng Daihatsu tại Sarmi hai ngày sau đó, rồi quay trở lại Rabaul vào ngày 11 tháng 12. Chiếc tàu ngầm tiếp tục thử nghiệm kéo Unkato trong các ngày 18 và 19 tháng 12, rồi xuất phát từ Rabaul vào ngày 19 tháng 12, kéo theo một sà lan Unpoto cho chuyến đi tiếp liệu thứ 23, nhưng đồng thời là chuyến cuối cùng. Trên đường đi vào ngày hôm sau, chiếc tàu ngầm được cho tách khỏi Lực lượng Tàu ngầm Đông Nam, nhưng tiếp tục chuyển giao tiếp liệu cùng sà lan Unpoto tại Sio vào ngày 21 tháng 12, rồi quay trở lại Rabaul vào ngày 24 tháng 12.

### 1944
I-38 xuất phát từ Rabaul vào ngày 26 tháng 12, 1943 để đi sang Truk, đến nơi vào ngày 29 tháng 12. Nó lại lên đường lúc 15 giờ 00 ngày hôm sau để quay trở về Nhật Bản, về đến Kure vào ngày 7 tháng 1, 1944, nơi nó được sửa chữa và đại tu. Đang khi con tàu ở lại Kure, Hải đội Tàu ngầm 1 được giải thể, nên Đội tàu ngầm 15, bao gồm các chiếc I-32, I-35, I-36, I-38 và I-41, được điều động trực thuộc Đệ Lục hạm đội từ ngày 15 tháng 1. Khi công việc đại tu hoàn tất, I-38 rời Kure vào ngày 14 tháng 3 để đi sang Truk, đến nơi vào ngày 19 tháng 3.

#### Chuyến tuần tra thứ hai
I-38 ở lại Truk cho đến ngày 30 tháng 3, khi nó lên đường cho chuyến tuần tra thứ hai để hoạt động tại khu vực Palau. Đến ngày 4 tháng 4, nó được lệnh chuyển hướng để làm nhiệm vụ đón ban tham mưu của Đệ Cửu hạm đội tại Wewak, New Guinea và đưa họ đến Hollandia, New Guinea. I-38 đón lên tàu nhóm sĩ quan Đệ Cửu hạm đội đầu tiên tại Wewak vào ngày 8 tháng 4 và đưa họ đến Hollandia vào ngày 10 tháng 4, rồi vận chuyển nhóm sĩ quan còn lại từ ngày 12 đến 14 tháng 4. Chiếc tàu ngầm ghé lại Truk trong các ngày 19 và 20 tháng 4, rồi lên đường quay trở về Nhật Bản, đi đến Kure vào ngày 27 tháng 4.

#### Chiến dịch Tatsumaki
Sang tháng 5, I-38 cùng với các tàu ngầm I-36, I-41, I-44 và tàu tiếp liệu tàu ngầm phụ trợ Tsukushi Maru bắt đầu tiến hành huấn luyện trong biển nội địa Seto ngoài khơi Nasakejima nhằm chuẩn bị cho Chiến dịch Tatsumaki. Kế hoạch dự định các tàu ngầm sẽ di chuyển từ Kure đến Majuro vận chuyển theo xe tăng lội nước Type 4 Ka-Tsu cải tiến, mỗi chiếc mang theo hai ngư lôi 450 mm (18 in). Tại Majuro những chiếc Ka-Tsu sẽ được cho đổ bộ vào vũng biển và tấn công tàu bè Đồng Minh bằng ngư lôi.  Từ giữa tháng 5, Chiến dịch Tatsumaki bị buộc phải hoãn lại để khắc phục những khiếm khuyết của chiếc xe tăng lội nước, và cuối cùng bị hủy bỏ hoàn toàn.

#### Chuyến tuần tra thứ ba
I-38 xuất phát từ Kure vào ngày 18 tháng 5, mang theo một thủy phi cơ Yokosuka E14Y1 cho chuyến tuần tra thứ ba, hoạt động tại khu vực giữa Thái Bình Dương về phía Đông quần đảo Marshall đồng thời trinh sát trên không bên trên Kwajalein. Sau khi xuất phát, nó nhận mệnh lệnh đổi mục tiêu trinh sát sang to Majuro. Đến ngày 13 tháng 6, Đô đốc Toyoda Soemu, Tổng tư lệnh Hạm đội Liên hợp, ra lệnh tiến hành Chiến dịch A-Go để phòng thủ quần đảo Mariana, và chỉ thị cho Phó đô đốc Takagi Takeo, Tư lệnh Đệ Lục hạm đội, huy động mọi tàu ngầm dưới quyền đi đến khu vực Mariana. Khi Chiến dịch quần đảo Mariana bắt đầu với việc lực lượng Hoa Kỳ đổ bộ lên Saipan vào ngày 15 tháng 6, I-38 cùng các tàu ngầm I-6, I-10, I-41, I-53 và Ro-47 được lệnh tiếp tục tuần tra về phía Đông Mariana, trong khi phần còn lại của Đệ Lục hạm đội được lệnh rút lui khỏi khu vực.
Vào ngày 16 tháng 6, I-38 được điều động sang Đơn vị Tàu ngầm "A", và làm nhiệm vụ tuần tra về phía Đông quần đảo Mariana. Đến ngày 28 tháng 6, nó được lệnh tìm cách triệt thoái ban tham mưu Đệ Lục hạm đội khỏi Saipan, nhưng đã không thành công, và đô đốc Takagi hủy bỏ mọi nỗ lực di tản ban tham mưu của ông vào ngày 2 tháng 7. Nó được lệnh rút lui về Nhật Bản vào ngày 7 tháng 7, và về đến Sasebo vào ngày 16 tháng 7, nơi con tàu được tái trang bị, đồng thời được sơn phủ một lớp sơn chống radar.

#### Chuyến tuần tra thứ tư
Trong khi chiếc tàu ngầm còn đang ở lại Nhật Bản, Đô đốc Toyoda ra lệnh tiến hành Chiến dịch Shō-Gō vào ngày 13 tháng 10 để phòng thủ quần đảo Philippine. Sau khi hoàn tất việc tái trang bị, I-38 được điều về Đơn vị Tàu ngầm "B" vào ngày 18 tháng 10, rồi khởi hành từ Kure vào ngày hôm sau cho chuyến tuần tra thứ tư, cùng với chiếc I-41 hoạt động trong biển Philippine về phía Đông Philippines. Trận Leyte bắt đầu với việc lực lượng Đồng Minh đổ bộ lên đảo Leyte vào ngày 20 tháng 10, và cuộc phản công của Hải quân Nhật Bản đã đưa đến trận Hải chiến vịnh Leyte từ ngày 23 đến ngày 26 tháng 10. I-38 đi đến khu vực tuần tra ngoài khơi Leyte và Samar vào ngày 25 tháng 10, khi trận hải chiến lớn nhất Thế Chiến II lên đến đỉnh điểm, nhưng chiếc tàu ngầm đã không có hoạt động nào.
Đến ngày 5 tháng 11, I-38 được lệnh trinh sát đảo Ngulu thuộc quần đảo Caroline để xác định tình trạng tàu bè Đồng Minh neo đậu tại nơi đây, nhằm vạch kế hoạch cho các cuộc tấn công bằng ngư lôi tự sát Kaiten trong tương lai; việc trinh sát được lên kế hoạch vào ngày 11 tháng 11. Trên đường đi đến đảo Ngulu, I-38 gửi báo cáo vào ngày 7 tháng 11 phát hiện lực lượng đặc nhiệm Hoa Kỳ trong biển Philippine về phía Đông đảo Luzon. Sau đó chiếc tàu ngầm hoàn toàn mất liên lạc với căn cứ.

#### Bị mất
Vào ngày 12 tháng 11, 1944, tàu khu trục Hoa Kỳ USS Nicholas, vốn đang cùng tàu khu trục USS Taylor hộ tống cho tàu tuần dương hạng nhẹ USS St. Louis trong hành trình từ Ulithi đến Kossol Roads thuộc Palau, khi nó phát hiện một mục tiêu trên mặt nước qua radar ở khoảng cách 22.000 yd (20.000 m) lúc 20 giờ 03 phút. Nó tiếp cận mục tiêu và bắt đầu nả pháo 5 inch (127 mm) điều khiển bằng radar, nhưng mục tiêu biến mất khỏi màn hình, xác nhận đó là một tàu ngầm vừa lặn xuống. Đến khoảng 22 giờ 30 phút, nó dò được tín hiệu sonar, và đã thả một loạt 18 quả mìn sâu để tấn công, và sau đó mất dấu mục tiêu. Khi dò lại được tín hiệu sonar của đối thủ lúc 00 giờ 30 phút ngày 13 tháng 11, Nicholas lại tiếp cận để chuẩn bị tiếp tục tấn công. Khi sonar nhận ra mục tiêu cơ động sang mạn trái để né tránh, chiếc tàu khu trục bẻ lái hết sang mạn trái bằng cách chạy lùi trục chân vịt bên mạn phải, nên gần như ngay bên trên chiếc chiếc tàu ngầm, và một loạt mìn sâu được thả xuống. Vài phút sau loạt mìn cuối cùng, một vụ nổ dữ dội dưới nước xảy ra tại tọa độ 08°04′B 138°03′Đ / 8,067°B 138,05°Đ. Đến sáng, mảnh vỡ và xác người được tìm thấy tại khu vực, xác nhận tàu ngầm đối phương đã bị tiêu diệt, rất có thể đó là I-38.
Đến ngày 13 tháng 11, I-38 đã không gửi báo cáo theo thường lệ về Bộ chỉ huy Đệ Lục hạm đội. Vào ngày 6 tháng 12, 1944, Hải quân Đế quốc Nhật Bản công bố I-38 có thể đã bị mất với tổn thất toàn bộ 110 thành viên trên tàu tại khu vực Palau. Tên nó được cho rút khỏi đăng bạ hải quân vào ngày 10 tháng 3, 1945.